# Cerveno
(Gregorio Brunelli, «Curiosi trattenimenti contenenti ragguagli sacri e profani dei popoli camuni», 1698)
Cerveno (Hervé in dialetto camuno) è un comune italiano di 694 abitanti, della Val Camonica, provincia di Brescia in Lombardia.

## Geografia fisica

### Territorio
Il paese di Cerveno giace ai piedi della Concarena, sul versante occidentale della Val Camonica, di fronte alla frazione Badetto del comune di Ceto.
Presso Cerveno si estraeva il marmo occhialino.

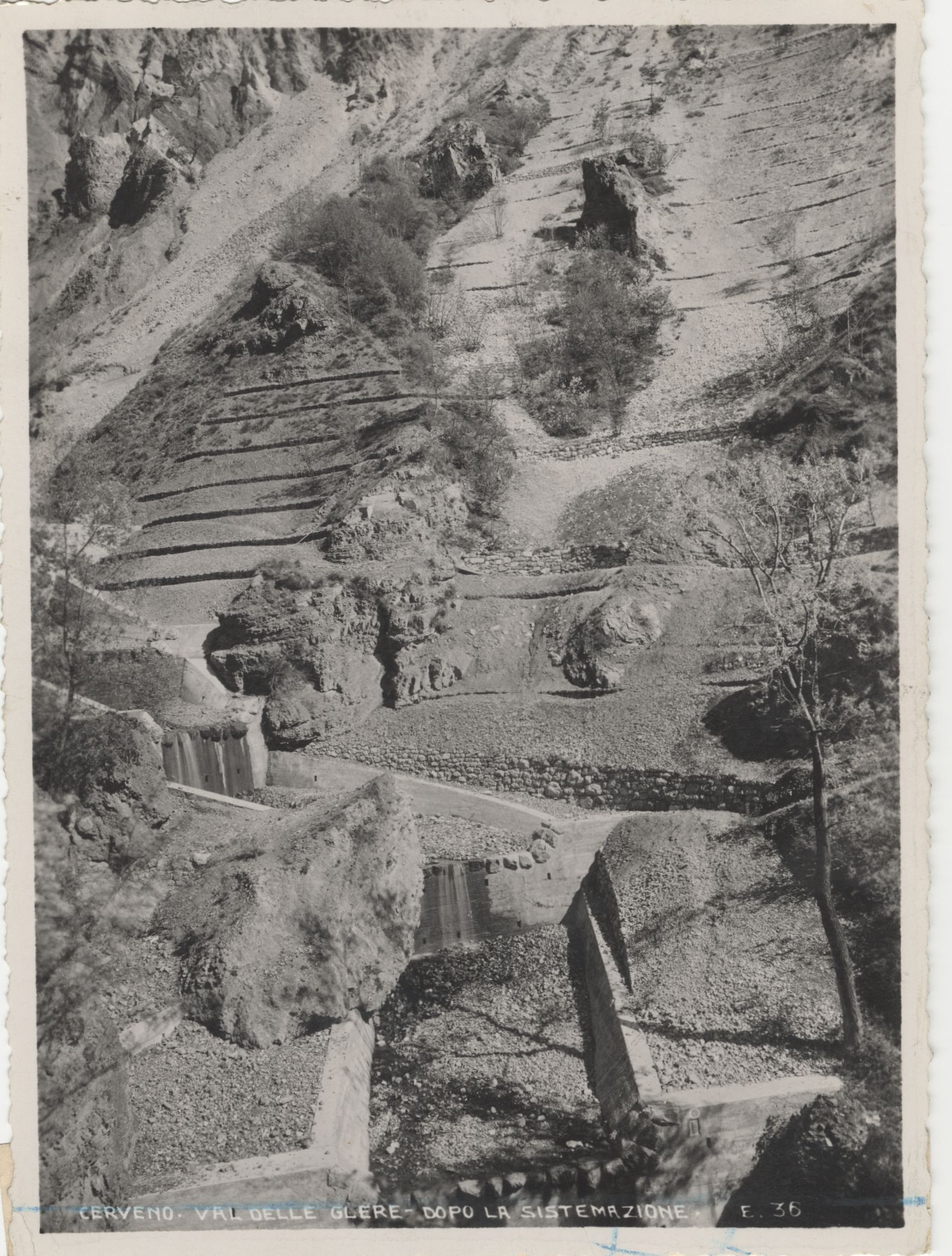
Lavori di sistemazione dei terreni in Valle delle Glere, Cerveno, 1950 (Archivio storico del Touring Club Italiano)

### Clima
Il clima a Cerveno è freddo e moderato, con piovosità significativa durante tutto l'anno.
La temperatura media annuale è di 5,3 °C, essendo luglio il mese con temperature più alte (19,3 °C) e gennaio il mese con temperature più basse (-10,4 °C).
La piovosità media annuale è di 1807 mm. In particolare le piogge sono più scarse nel mese di gennaio (67 mm) e più abbondanti nel mese di giugno (213 mm).
| [ 7 ]               | Mesi  | Mesi | Mesi | Mesi | Mesi | Mesi | Mesi | Mesi | Mesi | Mesi | Mesi | Mesi | Stagioni | Stagioni | Stagioni | Stagioni | Anno  |
| [ 7 ]               | Gen   | Feb  | Mar  | Apr  | Mag  | Giu  | Lug  | Ago  | Set  | Ott  | Nov  | Dic  | Inv      | Pri      | Est      | Aut      | Anno  |
| ------------------- | ----- | ---- | ---- | ---- | ---- | ---- | ---- | ---- | ---- | ---- | ---- | ---- | -------- | -------- | -------- | -------- | ----- |
| T. max. media (°C)  | 0,2   | 1,2  | 4,8  | 8,2  | 13,3 | 17,7 | 19,3 | 18,9 | 15,2 | 11,0 | 5,2  | 1,2  | 0,9      | 8,8      | 18,6     | 10,5     | 9,7   |
| T. min. media (°C)  | −10,4 | −9,2 | −4,3 | −0,5 | 3,8  | 8,2  | 10,0 | 9,9  | 6,7  | 2,8  | −2,4 | −7,8 | −9,1     | −0,3     | 9,4      | 2,4      | 0,6   |
| Precipitazioni (mm) | 67    | 70   | 92   | 158  | 197  | 213  | 204  | 199  | 170  | 174  | 177  | 86   | 223      | 447      | 616      | 521      | 1 807 |

## Storia

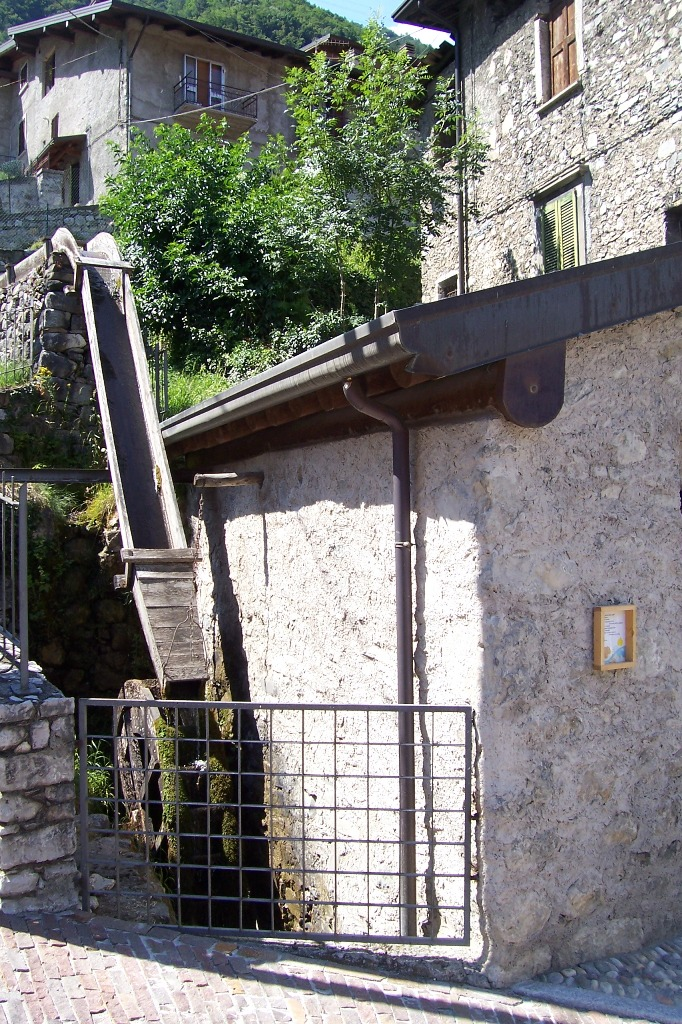
Mulino

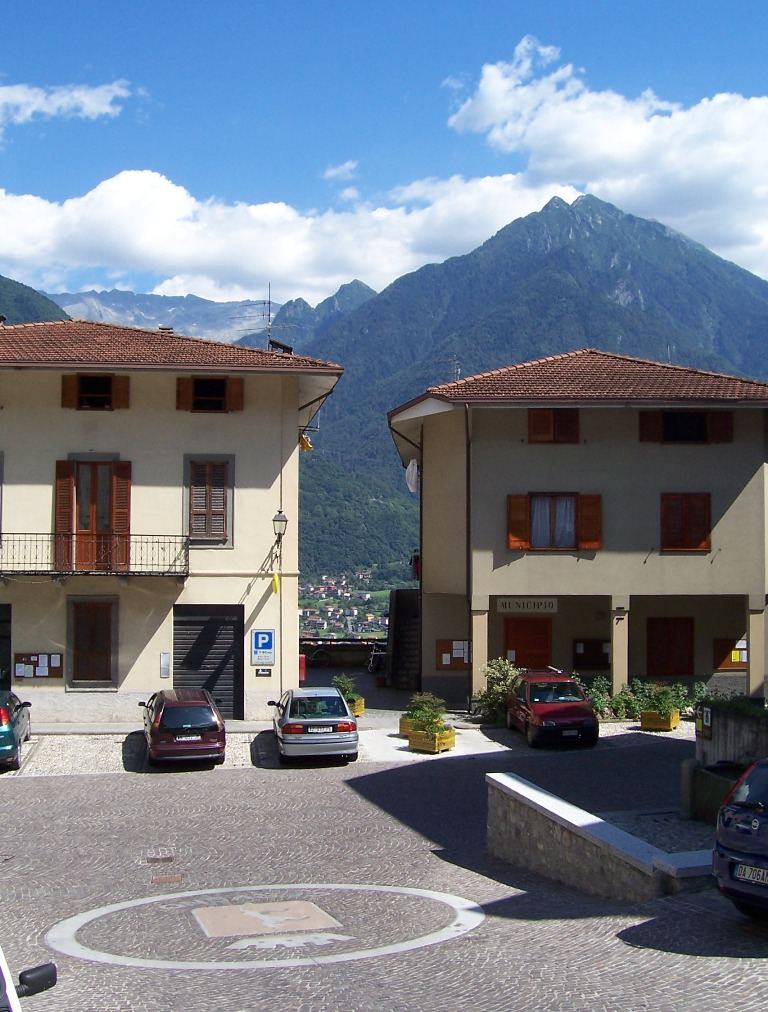
Municipio

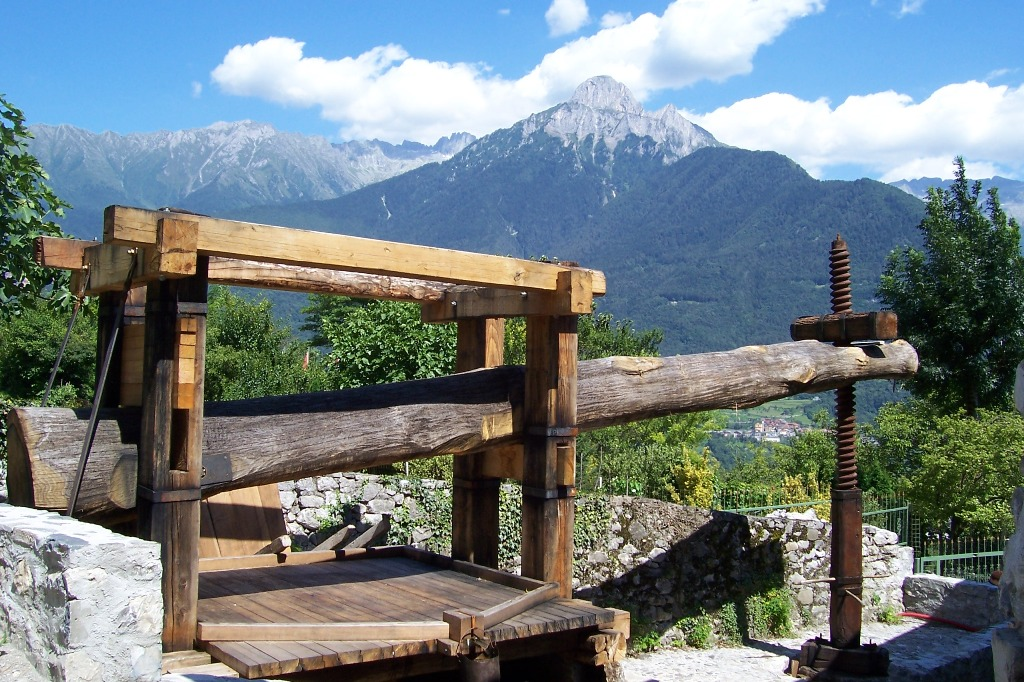
Torchio a leva orizzontale

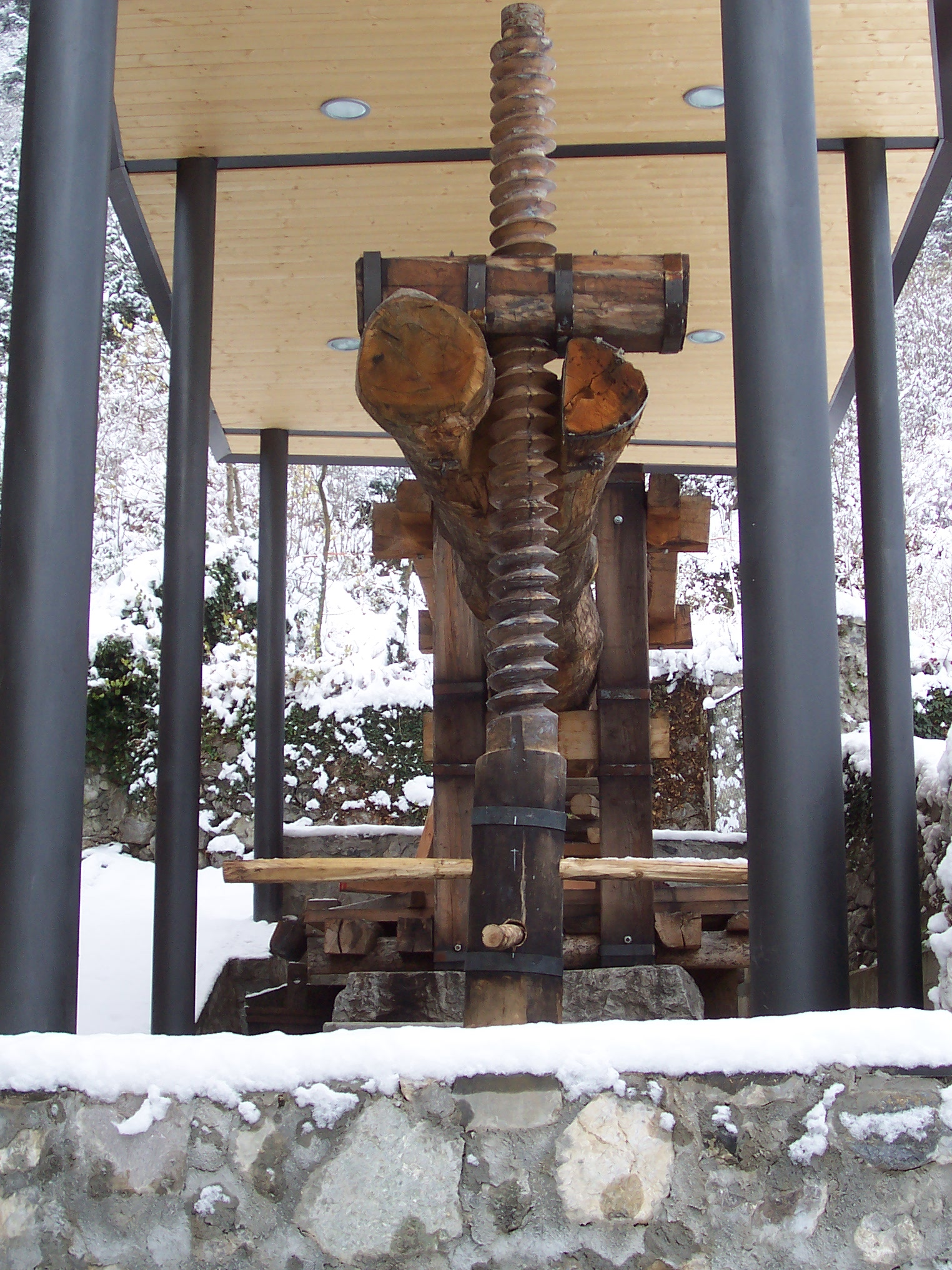
Torchio a leva orizzontale - Vista Frontale

Il 14 ottobre 1336 il vescovo di Brescia Jacopo de Atti investe iure feudi dei diritti di decima nei territori di Cerveno, Ono e Cricolo, Esine e Paisco Oprandino Codaferri da Cemmo.
L'11 gennaio 1350 il vescovo di Brescia Bernardo Tricardo investe iure feudi dei diritti di decima nei territori di Berzo Inferiore, Ono e Cricolo e Cerveno Rainaldo del fu Zanino Federici di Gorzone.
Alla pace di Breno del 31 dicembre 1397 il rappresentante della comunità di Cerveno, Manfredo Barosino (anche notaio), si schierò sulla sponda ghibellina. Suo figlio, il notabile notaio Franceschino Barosini, figura nell'elenco dei cittadini ascritti al patriziato bresciano firmatari del patto di unione tra Brescia e Venezia giurato nelle mani del Carmagnola il 6 di ottobre 1426.
Nel 1610 Giovanni da Lezze afferma che i vini prodotti a Cerveno sono pocco buoni.
Dal 1927 al 1947 Cerveno fu unita a Ceto nel comune di Ceto-Cerveno.

### La Vicinia
Le proprietà della vicinia si estendevano ben oltre le terre coltivate e vicine al fondovalle principale. Comprendevano ben 21 km², molti dei quali rappresentati da pascoli e roccia ed vi era un forno fusorio.
I consigli dei vicini, ovvero le riunioni pubbliche degli antichi originari della comunità seguivano i cicli naturali legati soprattutto alle attività agricole essenziali. Tuttavia potevano avere convocazioni straordinarie proprie dei villaggi minerari per la manutenzione e avviamento dei forni fusori.
Uno dei più antichi documenti in valle che testimonia l’imprenditorialità delle vicinie e la presenza di forni fusori gestiti collegialmente, è proprio l’atto Costitutivo del forno della vicinia di Cerveno del 1429.

### Feudatari locali
Famiglie che hanno ottenuto l'infeudazione vescovile dell'abitato:
| Famiglia  | Stemma | Periodo  |
| Codaferri |        | 1336 - ? |
| Federici  |        | 1350 - ? |

### Simboli
Lo stemma e il gonfalone sono stati concessi con decreto del presidente della Repubblica n. 2941 del 20 settembre 1977.
Il gonfalone è un drappo partito di bianco e di rosso.

## Monumenti e luoghi d'interesse

### Architetture religiose
Le chiese di Cerveno sono:
- Parrocchiale di San Martino, XIII secolo, venne rimodellato nel XVII secolo. L'ancona è di Beniamino Simoni.
- Santuario della Via Crucis, del ciclo dei Sacri Monti.
- Oratorio della Madonna del Carmine, attiguo alla parrocchiale.
- Chiesetta campestre dei Morti, sorta come lazzaretto per le vittime della peste del 1630, ampliata e consacrata nel 1869.

## Società

### Evoluzione demografica
Abitanti censiti

### Tradizioni e folclore
Gli scütüm sono nei dialetti camuni dei soprannomi o nomiglioli, a volte personali, altre indicanti tratti caratteristici di una comunità. Quello che contraddistingue gli abitanti di Cerveno è Giüdé (Giudei?), Capèle, Brusa crus (brucia croci).
Di grande importanza nel contesto culturale della Valle Camonica è la tradizione decennale della Santa Crus.
- 1º gennaio Capodanno. Era la hèra incrusèra, sera degli incroci. Le strade venivano rese impraticabili con fascine o altro, le porte delle case venivano legate dall'esterno di modo che non s'aprissero e venivano esposti all'aperto gli abiti sottratti alle ragazze.[15]
- 1º marzo. I giovani si recavano la sera all'esterno delle stalle, dove si riuniva la gente, e proclamavano scherzosamente (ed in incognito) dei matrimoni assurdi. Anche in quest'occasione si rubavano alle ragazze dei vestiti, che venivano esposti la mattina seguente in luoghi ben visibili.[15]
- aprile, Rogazioni che si compivano nell'arco di tre giorni, benedicendo tutto il territorio agricolo del comune.[16]
- Prima domenica di maggio, San Rocco. Processione ad una chiesetta fuori paese, oggi crollata, presso un antico lazzaretto.[16]
- Corpus Domini, 9º giovedì dopo Pasqua. La processione seguiva un percorso speculare a quello della Santa Crus: dalla piazza girava a sinistra, proseguiva sul lato nord dell'abitato, entrava per un tratto in campagna e si concludeva al Santuario della Via Crucis.[16]
- 11 novembre San Martino patrono. Processione che trasportava la statua del santo.[16]

## Cultura

### Musei
La Casa Museo di Cerveno, edificio rurale di fine ‘500 recentemente ristrutturato,costituisce una concreta testimonianza dei metodi costruttivi edili, visibili nell’organizzazione degli spazi e nell’uso dei materiali locali: pietra calcarea, legno e ferro. I reperti raccolti e gli arredi recuperati denotano stili di vita particolari; gli attrezzi impiegati nel lavoro dei campi, specificatamente per la viticoltura e la vinificazione, e quelli per l’allevamento, le attività silvo-pastorali e l’artigianato esprimono il livello di abilità manuale-creativa dell’homo faber, che sa costruire, adattare, riadattare quando gli serve per vivere e per sopravvivere.
Significativa, nel museo, anche la presenza del materiale prodotto per la realizzazione della Santa Crus, rappresentazione vivente, a cadenza decennale, della Passione di Cristo. Gli abiti utilizzati dai figuranti, le armi, le corazze, i segni della Passione, le immagini riproducenti le fasi preparatorie della manifestazione esprimono efficacemente la complessità del lavoro che si compie, la coralità che lo caratterizza, la partecipazione collegiale dell’intera comunità, a testimonianza dell’atavica fede, delle tradizioni consolidate e dell’identità locale.
Evocare i tratti distintivi dell’identità del paese e della sua gente è lo scopo di questa Casa Museo. Una casa rurale che ha fatto parte per almeno cinque secoli della storia della comunità e che oggi raccoglie oggetti e immagini utili per trasmettere saperi e memorie.
La Casa Museo è luogo di incontri e mostre temporanee, occasioni di confronto e di formazione per gli adulti, attività didattiche e ludiche per i bambini e i ragazzi, lavori di preparazione per la manifestazione decennale della Santa Crus.
La Casa Museo rimanda al paese e al territorio che la circonda offrendo indicazioni utili per accostarsi al patrimonio storico e artistico di Cerveno e per seguire percorsi di conoscenza del paesaggio, dell’ambiente e degli altri abitati ai piedi della Concarena.

## Infrastrutture e trasporti

### Strade
Dal versante meridionale di Cerveno diparte una strada agro-silvo-pastorale che sale in quota sulla Concarena fino a 1300 m s.l.m., in località Monte Arsio. Da qui discende fino alla frazione di Sommaprada nel comune di Lozio, in Val di Lozio. Percorribile a piedi o in bicicletta in 2.30 ore.

## Amministrazione
| Periodo        | Periodo        | Primo cittadino         | Partito      | Carica  | Note                     |
| -------------- | -------------- | ----------------------- | ------------ | ------- | ------------------------ |
| 24 aprile 1995 | 14 giugno 1999 | Angelo Simone Nani      | lista civica | Sindaco |                          |
| 14 giugno 1999 | 8 giugno 2009  | Anna Caterina Bonfadini | DS           | Sindaco |                          |
| 8 giugno 2009  | 26 maggio 2014 | Giancarlo Maculotti     | lista civica | Sindaco |                          |
| 26 maggio 2014 | 10 giugno 2024 | Marzia Romano           | lista civica | Sindaco | 2º mandato dal 27-5-2019 |
| 10 giugno 2024 | in carica      | Luigi Simone Mondoni    | lista civica | Sindaco |                          |

## Galleria d'immagini

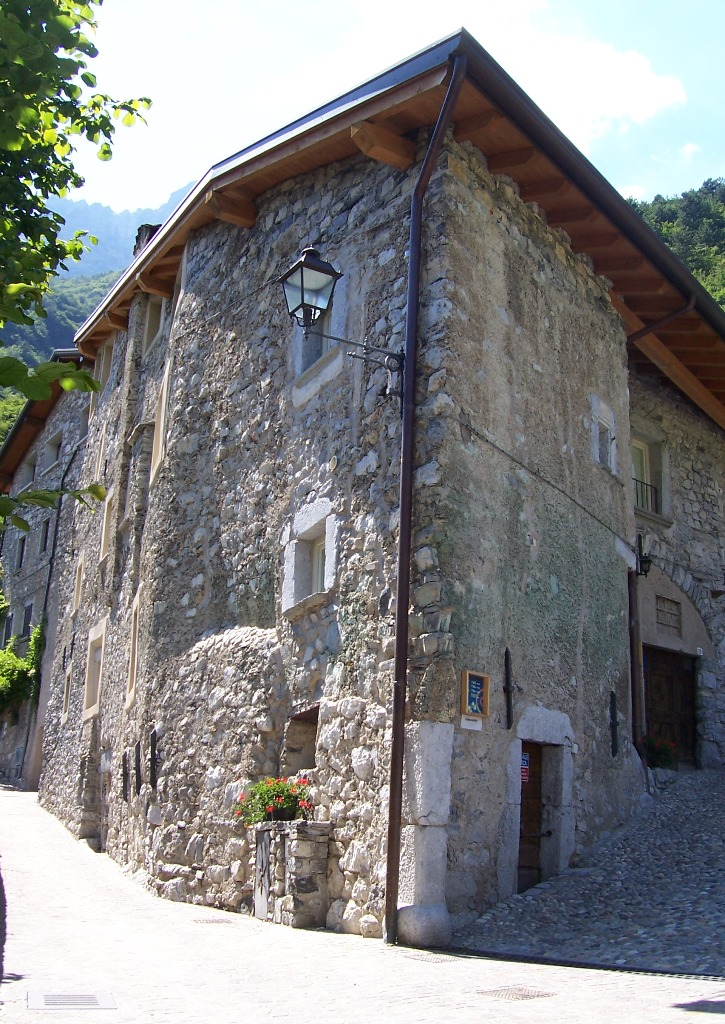
Casa-Museo
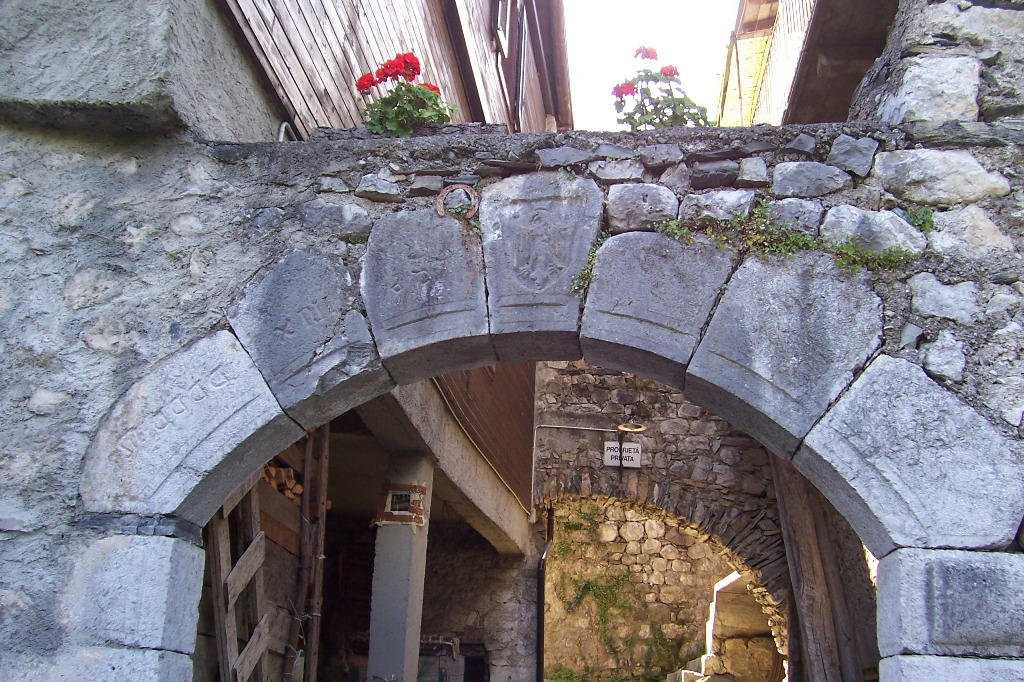
Portale con caratteri gotici
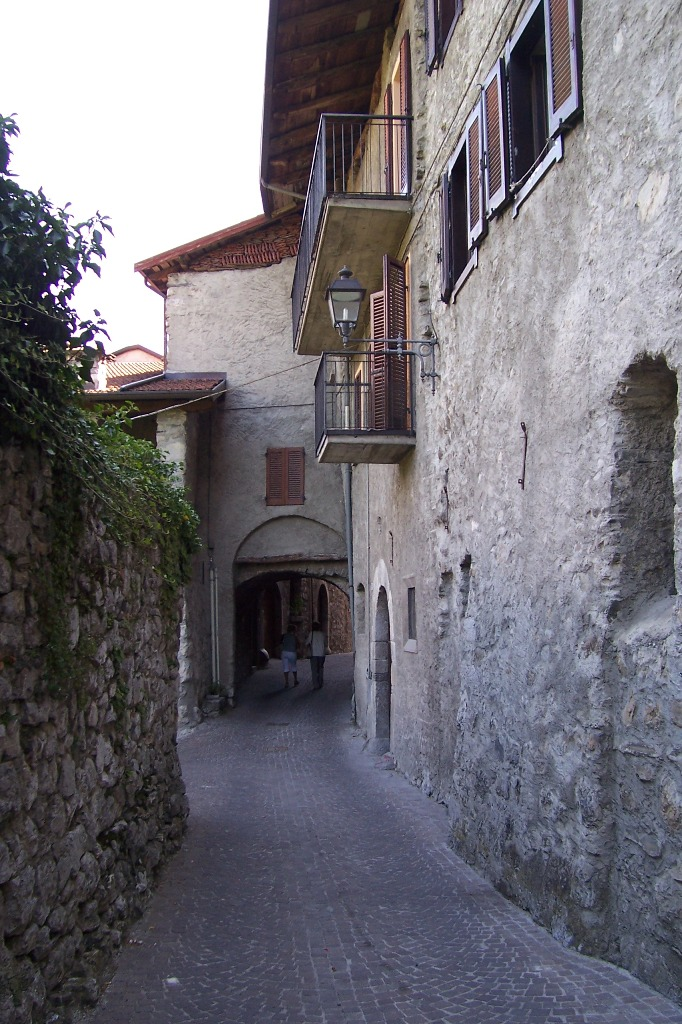
Viale
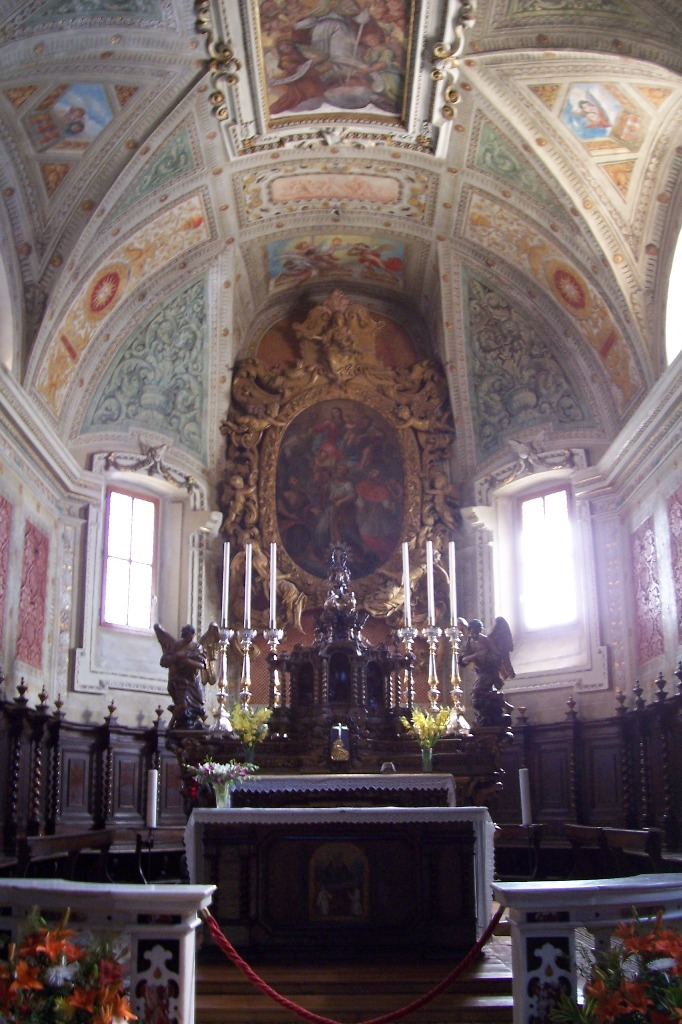
Interno della parrocchiale di San Martino